# بيتر ريان (سياسي)
بيتر ريان (بالإنجليزية: Peter Ryan)‏ هو محامي وسياسي أسترالي، ولد في 30 أكتوبر 1950 في أستراليا. حزبياً، نشط في الحزب الوطني الأسترالي. وقد انتخب عضو الجمعية التشريعية فيكتوريا عن دائرة Electoral district of Gippsland South ‏ (3 أكتوبر 1992 – 2 فبراير 2015) وانتخب Minister for Police (Victoria) ‏ وانتخب Deputy Premier of Victoria ‏ (2 ديسمبر 2010 – 4 ديسمبر 2014).